# Epainetos von Andros
Epainetos von der Ägäisinsel Andros lebte im 4. Jahrhundert v. Chr. Er wurde zwischen 355 und 350 v. Chr. mit einer fremden Frau erwischt und geriet deswegen in eine Affäre.
Epainetos war ein Bekannter des Athener Redners und Politikers Stephanos und wohl ein ehemaliger Kunde von dessen Lebensgefährtin Neaira in einer Zeit, als diese noch als Hetäre gearbeitet hatte. Wann immer er in Athen war, besuchte er die beiden. Zu einem nicht mehr genauer bestimmbaren Zeitpunkt zwischen 355 und 350 v. Chr. war Epainetos auf Einladung von Stephanos zu Gast bei beiden auf dem Land, um mit ihnen ein Opferfest zu feiern. Der Besuch verlief jedoch unerfreulich, weil Epainetos dabei ertappt wurde, wie er mit der Tochter von Stephanos, Phano, Geschlechtsverkehr hatte. Das athenische Recht hätte Stephanos erlaubt, Epainetos als moichos (Sittlichkeitsverbrecher) zu töten. Doch er wählte die Alternative und hielt seinen Gast nur fest, um ein Lösegeld als Entschädigung zu erpressen. Auch diese Möglichkeit war vom athenischen Recht gedeckt. Epainetos ging auf die Forderung von Stephanos nach 3000 Drachmen Strafzahlung ein und stellte zwei athenische Bürger – Aristomachos und Nausiphilos – als Bürgen. Daraufhin ließ ihn Stephanos frei und erwartete das Geld.
Doch dachte Epainetos nicht daran, dieses Geld zu zahlen. Er verklagte seinerseits Stephanos wegen unerlaubter Gefangennahme. Zwar gab er zu, mit Phano geschlafen zu haben, doch sei dies völlig gerechtfertigt gewesen, da Phano und Neaira Hetären seien und Stephanos ein Bordellwirt. Außerdem habe ihn Stephanos vorsätzlich gelockt, um ihm eine Falle zu stellen. Somit könne er kein moichos sein und nicht als ein solcher bestraft werden. Zudem habe Neaira von der ganzen Sache gewusst. Nun hätte Stephanos den Prozess wagen können, immerhin war er im Recht. Doch gab es mehrere Probleme. Zum einen waren die Richter Athens gewählte Laienrichter, die nur durch eine Anklage- und Verteidigungsrede überzeugt werden mussten. Ein Gang vor das Gericht war demnach immer eine Unsicherheit. Außerdem ist es durchaus möglich, dass die Richter geglaubt hätten, dass Phano, die im Haus der berühmten und berüchtigten Hetäre Neaira aufwuchs, ebenfalls eine Hetäre war. Das größte Problem war jedoch, dass ein öffentlicher Prozess viel Aufsehen erregt hätte und Phano, die gerade geschieden worden war, so kaum mehr gut verheiratet werden konnte.
Beide Parteien einigten sich darauf, die Angelegenheit von drei privaten Schlichtern (diaitetai) klären zu lassen. Zwei der drei Richter waren die beiden Bürgen, die Epainetos Stephanos gestellt hatte. Der Richterspruch endete wie zumeist in solchen Verfahren mit einem Vergleich: Epainetos musste 1000 Drachmen an Stephanos bezahlen.